# Nobuyuki Zaizen
Nobuyuki Zaizen (jap. 財前 宣之, Zaizen Nobuyuki; * 19. Oktober 1976 in Hokkaidō) ist ein ehemaliger japanischer Fußballspieler.
Nobuyuki Zaizen ist der jüngere Bruder von Keiichi Zaizen.

## Karriere

### Verein
In seiner Jugend spielte Zaizen für den Yomiuri FC, dem Vorgänger des heutigen Vereins Tokyo Verdy. Er wurde bis 1994 dort ausgebildet. Von 1992 bis 1994 besuchte er zudem die Tokyo Industrial High School. 1995 stieß er dann zum Profikader Verdy Kawasaki's, wo er bis 1998 unter Vertrag stand. Zwischenzeitlich wurde er nach Spanien an CD Logroñés ausgeliehen. Der Verein spielte zu diesem Zeitpunkt in der zweiten spanischen Liga. Eine schwerwiegende Verletzung verhinderte jedoch seinen Einsatz und er kehrte nach Japan zurück. 1999 stand er für kurze Zeit bei HNK Rijeka unter Vertrag. Er konnte sich jedoch bei keinem seiner Vereine durchsetzen und blieb ohne Einsatz.
Richtig in Schwung kam seine Karriere erst mit seinem Wechsel zu Vegalta Sendai. Am 7. August 1999 gab er für Vegalta sein Debüt. Es war der erste von insgesamt 154 Ligaeinsätzen für den Klub. 2001 gelang ihm mit dem Verein der sportliche Aufstieg in die J. League Division 1. Er spielte mit Vegalta zwei Jahre in der ersten Liga, bevor 2003 der Abstieg in Liga zwei erfolgte. Zur Saison 2005 wechselte er zum Ligakonkurrenten Montedio Yamagata, mit dem er es 2008 ebenfalls schaffte in die J. League Division 1 aufzusteigen. 2009 absolvierte er dort 11 Spiele für Montedio. Ende der Saison 2009 lief sein Vertrag aus und wurde nicht verlängert. Muangthong United aus Thailand, Meister der Saison 2009, ergriff die Gelegenheit und verpflichtete Zaizen im Dezember 2009. Sein Debüt für den Klub gab er während des Super Cups im gleichen Monat. Seit der Saison 2000 trägt er fast immer das Trikot mit der Nummer 10. Ist die Nummer bereits vergeben, wählt er die 28 (2+8). Nach einer Saison wechselte er 2011 zum Ligakonkurrenten BEC Tero Sasana FC. Hier stand er bis Ende 2011 unter Vertrag. Am 1. Dezember 2012 beendete er seine Karriere als Fußballspieler.

### Nationalmannschaft
Für die Herren-Nationalmannschaft Japans hat er nie gespielt, war aber Teil des U-17-Kaders bei der U-17-Fußball-Weltmeisterschaft 1993. Dort bestritt er vier Spiele des Turniers. Im Viertelfinale des Turniers verlor er mit der Mannschaft gegen Nigeria und schied aus.

## Erfolge

### Verein
Vegalta Sendai
- Japanischer Zweitligameister: 2001  ▲

Montedio Yamagata
- Japanischer Zweitligameister: 2008 ▲

Muangthong United
- Thailändischer Pokalfinalist: 2010

### Nationalmannschaft
Japan U17
- Teilnahme an der Endrunde zur U-17-Fußball-Weltmeisterschaft: 1993